# Siergiej Katanandow
Sergiej Leonidowicz Katanandow (ros. Сергей Леонидович Катанандов; ur. 21 kwietnia 1955 r. w Pietrozawodsku w Karelii, Rosja) – rosyjski polityk.
Z wykształcenia inżynier i prawnik, od 1990 do 1998 mer Pietrozawodska, od 1998 premier Karelii, a od maja 2002 r. – prezydent tej autonomicznej republiki.